# إنتف الثاني
إنتف الثاني، (بالإنجليزية: Intef II)‏، (وح عنخ -إنتف). هو أحد أبناء الملك منتوحوتب الأول، وحكام من الأسرة الحادية عشر الفرعونية في مصر القديمة. لم يترك من مخلفاته إلا لوحة واحدة وقد عثر عليها مريد عام 1860م ولكنه تركها في مكانها ومعظمها مهشم.

## حكمه
فترة حكم أنتف الثاني الطويلة (2115 – 2066 ق.م).
تميزت بالحرب مع مملكة هراكليوبوليس. ولقد تقابل جيشاهما في منطقة أبيدوس، بحيث استولى كل واحد منهما بالتتابع على مدينة ثينيس ثم فقداها.وأخيرا استطاع أنتف الثاني أن يمد أطراف مملكته جهة الشمال عند حدود مقاطعة هيبسيليس.

## اللوحة

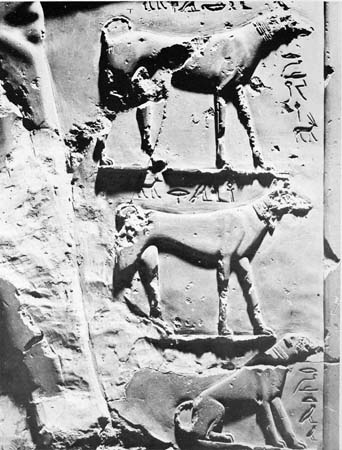
كلاب إنتف الثاني، شاهدة جنائزية، في المتحف المصري، القاهرة.

لوحة الموظف العظيم هي لشخص عاصر هذا الملك ففيها ما يمكن ان يستشف في هذا الملك وهذا العصر بالإضافة إلى أشياء تخص نتى نفسه. ويتحدث عن أخلاصه لمليكه في مقاطعة طيبة. وعن نفسه قائلا: (لم أحدث تقصير استحق عليه عقاباً لأننى كنت حازماً موضع ثقة حقيقية عند سيدي وحاكما غاية في العقل هادئ في الاخلاق في بيت سيده. ولم أتعود البحث وراء الشر الذي بسببه تـُكره الرجال وإننى إنسان يحب الخير ويكره الشر وشخصية محبوبة في بيت سيدها وإنسان تعوّد أن ينفذ كل واجب حسب إرادة سيده. وإذا وليت عمل مثل تحقيق شكاية أو فحص ملتمس إنسان في حاجة كنت عادلاً ولم أكن متغطرساً لما أوتيت من ثراء ولم آخذ شيئا اختلاسا لأجل أن أنهى عملاً.).

## مقبرته
عثرت بعثات الاكتشاف على مقبرته، وقد تعرضت للسلب والنهب خلال الأسرة العشرين، مقبرة إنتف الثاني وإن كانت أضيق بقليل من مقبرة والده يمتد طولها في داخل الصحراء إلى الوراء ما بين 180و 200 متر تقريبًا، وليس هناك أي أثر ظاهر لهرم حيث وجد بداخلها على لوحة الموظف العظيم، ولوحة صور عليها وهو بصحبة كلابه التي أطلق عليها أسماء من أصل بربري.

## أقرا أيضا
- الأسرة الحادية عشر